# 授课

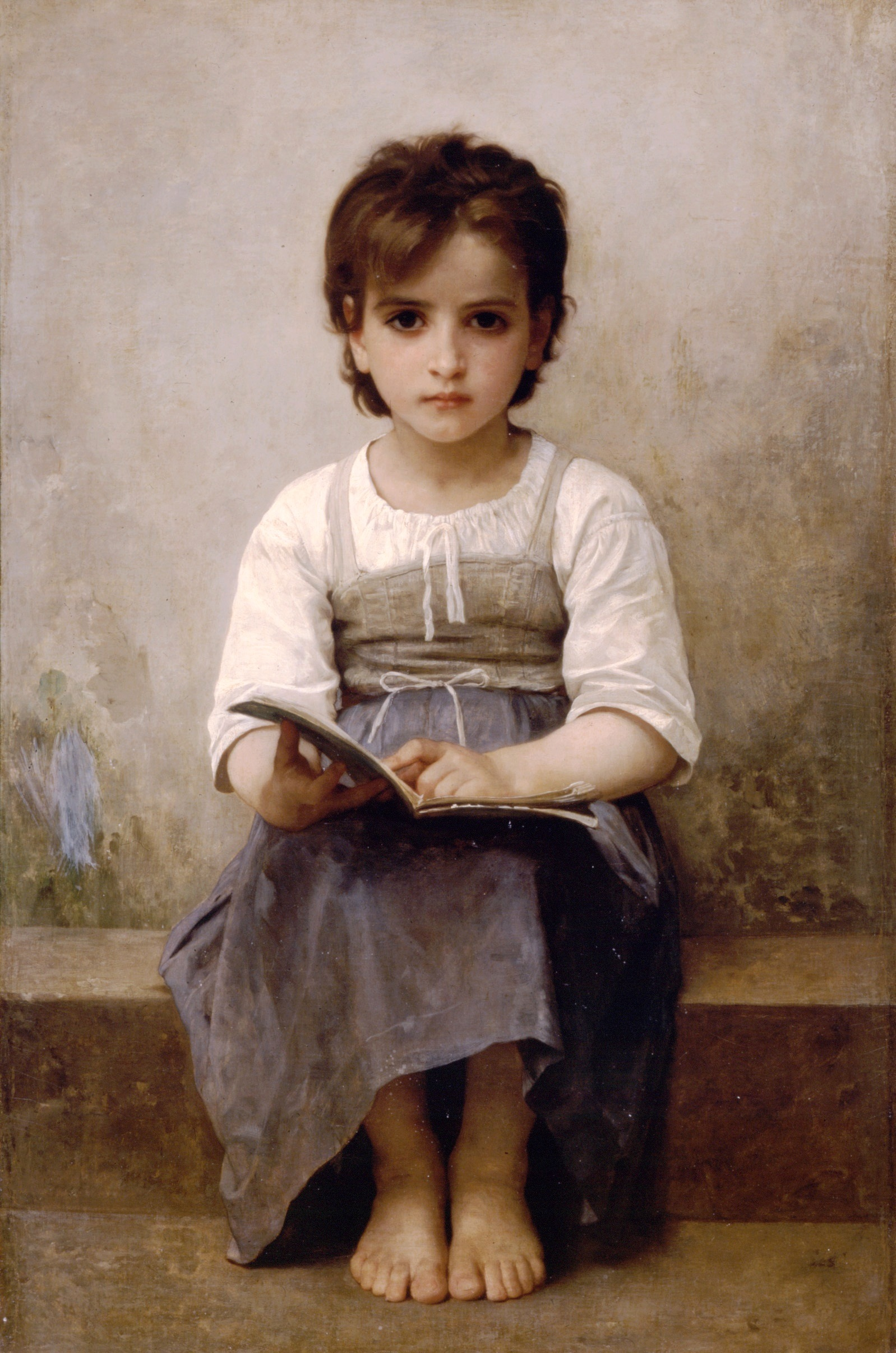
《困難的課》（The Difficult Lesson）的作者是威廉·阿道夫·布格罗。

授课、教课、上课，是指教师讲授课业、传授知识与学生。 教师或导师在上课时会教导一个或多个学生。

## 授課的類型
- 一個教師或導師與很多學生
- 私人講授 (一對一的教學)

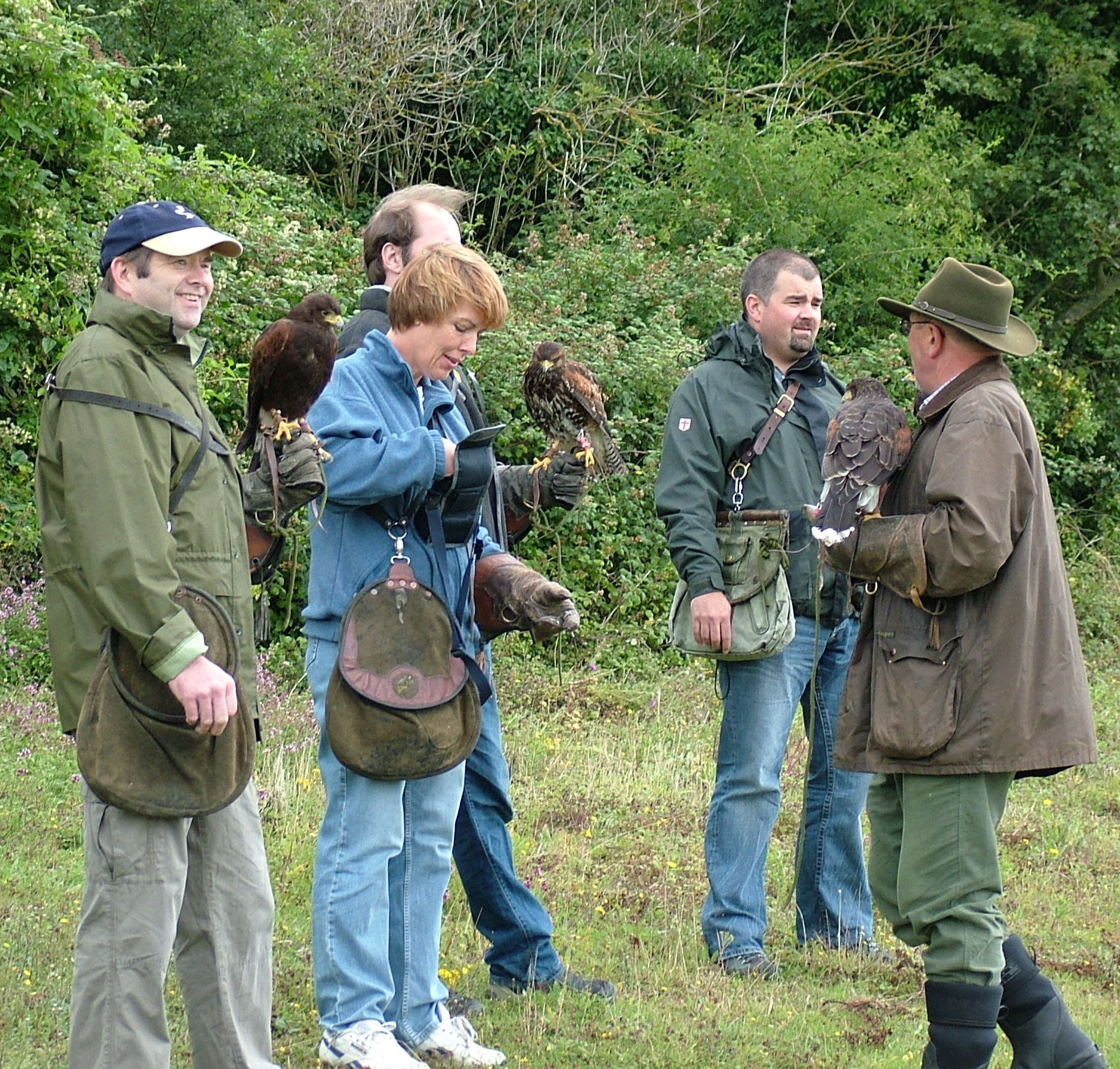
放鷹打獵或馴鷹術課。

- 沒有教師在場，可能是一種正式的學習時間及使用課本或多媒體

特別是其他國家的語言，即代表不是大部份當地人的母語，會播放預先錄音或錄影的磁帶，是一種過去流行的學習方法。電視會議是一種現代科技，在相同的房間內，准許從事沒有學生、教師或導師的講授。

## 詞源學

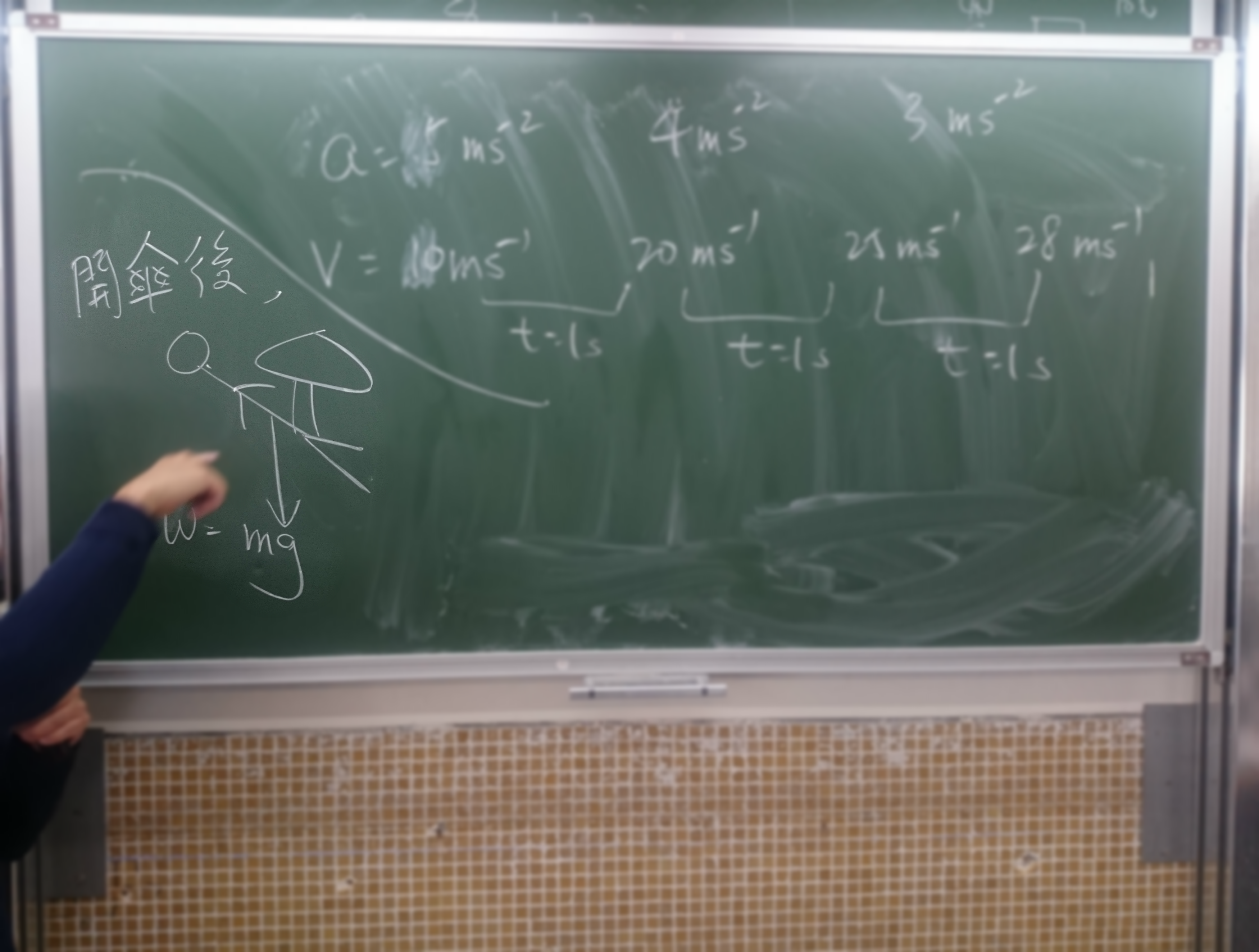
葵涌循道中學物理室之一個黑板

上課的英文單字「lesson」來自拉丁語「lectio」，代表閱讀和說出來。

## 罷課
罷課是學生集體不上課，是示威活動之一。